# 庫季 (斯里布涅區)
50°38′36″N 32°53′25″E / 50.64333°N 32.89028°E
庫季（烏克蘭語：Кути），是烏克蘭北部的村莊，隸屬切爾尼希夫州的普里盧基區。該村始建於1900年，面積0.14平方公里，海拔高度114米，2001年人口32，人口密度每平方公里223.8人。